# 羅山瀑布
23°10′56.90″N 121°17′44.60″E / 23.1824722°N 121.2957222°E
羅山瀑布位於台灣花蓮縣富里鄉羅山村境內，為海岸山脈西側最為著名的瀑布。

## 簡介
羅山瀑布屬螺仔溪支流塩埕溪上游之瀑布，地處海岸山脈斷層線附近，為造山運動所形成之斷層瀑布，瀑布標高約545公尺至445公尺，分雙層傾瀉而下，上層落差70公尺，下層落差約30公尺，總落差約100公尺。瀑布水量頗為穩定，若逢大雨過後，瀑水有如萬馬奔騰，氣象萬千。瀑水下瀉後匯入螺仔溪後轉流向北，注入秀姑巒溪。於台9號省道公路上，即可看到羅山瀑布懸掛在青翠的山壁之間。瀑布四週的海岸山脈地勢陡峭，多為未遭破壞的原始林相，內有十數種珍貴的台灣原生樹木。在羅山瀑布下方淺丘，有一處泥火山景觀，目前有十幾處噴發口，其中有三、四個噴發口一年到頭都有泥漿噴出，其噴出口的溫度達到沸點以上，因此長冒著嬝嬝輕煙。泥火山噴出來的泥漿不但含有瓦斯，同時也帶有鹹味，當地人稱之為「鹽坪」。自民國八十年起，由水土保持局第六工程所、花連縣政府、富里鄉公所分年執行風景區的公共設施建設，包括興建停車埸，觀景樓、木棧道、跨溪的鋼拱橋，泥火山步道、觀景溝，大埤塘的九曲橋、景觀橋、小木屋露營區及景平產業道路等。

## 交通資訊
- 自行開車：由台9線行至里程約310.5公里處路口，即可見羅山遊憩區入口標示，轉進花79線鄉道直行，可至遊客中心。沿該縣道約十分鐘車程即可抵達瀑布。[3][6]
- 大眾運輸：搭乘台鐵至富里車站轉乘前往光復的統聯客運1137公車至羅山站下車，沿花79線鄉道步行約1小時可抵達。[3]

## 解
1. ↑  根據《臺灣通用電子地圖【NLSC】》、《臺灣通用正射影像【NLSC】》對照。

## 外部連結
- 在Panoramio的羅山瀑布影像
- 在Panoramio的羅山瀑布影像